# Erik Vretblad
Erik Gustaf Vretblad, född 29 maj 1913 i Sollentuna församling, död 28 mars 1990 i Hedvig Eleonora församling i Stockholm, var en svensk civilingenjör.

## Biografi
Erik Vretblad var son till urmakarmästare Rudolf Vretblad (1878–1920) och dennes maka Frida, född Granström (1882–1968), och växte upp i Norrviken. Han avlade studentexamen vid Nya Elementarskolan 1931 och utexaminerades som civilingenjör (väg- och vattenbyggnad) 1935 vid KTH. 
Vretblad var anställd vid Stockholms stads gatukontor från 1935 till 1961 som konstruktör. Han arbetade där med ombyggnaden av Slussen, Tegelbacken, "Svampen" på Stureplan där han introducerade en ny konstruktionsteori. Vidare arbetade han med anläggningar i sydvästra förorterna samt tunnelbanans om- och nybyggnad, främst med frysgrundläggning och tryckluftskassuner. År 1956 var Vretblad konstruktionsansvarig för Riddarholmsbron där hans namn återfinns på bronsskulpturen över bron, "Riddarholmsbroarna". Från 1961 tjänstgjorde han som lektor i byggnadskonstruktionslära vid Högre tekniska läroverket i Stockholm och han var författare till flera läromedel. Han var reservofficer i Fortifikationskåren efter att tjänstgjort i den år 1943.
Erik Vretblad gifte sig 1940 med Gunnel, född Almfeldt, och hade med henne tre barn. Efter skilsmässa gifte han om sig 1956 med Maria Huddén och efter ytterligare en skilsmässa med Gunilla, född Öhlin, som han levde med till sin död.
Erik Vretblad ligger begraven i familjegraven på Sollentuna kyrkogård.